# Basilio María de Barral
El padre Basilio María de Barral (Orense, 3 de noviembre de 1901, Vigo, 25 de mayo de 1992) fue un misionero gallego que vivió en el Delta Amacuro, en Venezuela. Fue uno de los primeros investigadores del idioma warao.
Llegó a Venezuela en 1931. En 1939 fue nombrado superior de la misión de Amacuro y en 1988 regresó definitivamente a Galicia.

## Obras
- Diccionario Warao-Español, Español-Warao (Caracas, 1957, 276 pp).
- Guarao Guarata, lo que cuentan los indios guaraos (Caracas, 1960, XXIV-351pp).
- Catecismo Católico Bilingüe, en lingua warao e castelá. (Caracas, 1960, 180pp).
- Karata Guarakitane Naminaki. (Aprendamos a leer). Cartilla warao-español (Caracas, 1961, 111 pp).
- Los indios waraos y su cancionero. Historia, relixión e alma lírica. (Madrid, 1964, XX-594pp).
- Guarao A-Ribu, literatura de los indios waraos, (Caracas, 1969, 304pp).